# Congo Airways

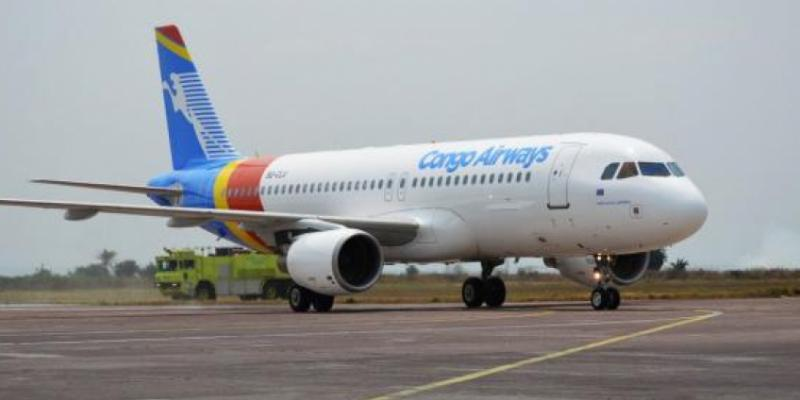
Airbus A320-200 der Congo Airways

Congo Airways ist die staatliche Fluggesellschaft der Demokratischen Republik Kongo mit Basis auf dem Flughafen Ndjili. Die Fluggesellschaft beförderte 2016 210.000 Passagiere.

## Geschichte
Congo Airways wurde 2014 mit Hilfe von Air France als nationale Fluggesellschaft (bis 2006 war das die Lignes aériennes congolaises) gegründet und nahm 2015 den Flugbetrieb auf.

## Flugziele
Der Flugbetrieb sollte am 20. August 2015 mit der ersten Airbus A320-200 zu acht nationalen Zielen der Demokratischen Republik Kongo aufgenommen werden. Am 9. Oktober 2015 erfolgte schließlich der Eröffnungsflug vom Flughafen Ndjili nach Lubumbashi, am 20. Oktober wurde der Linienbetrieb nach Mbuji-Mayi, Goma, Gemena, Kananga, Kindu und Mbandaka aufgenommen. Mittlerweile werden auch die Städte Bunia, Kalemie, Isiro Matadi und Kisangani angeflogen.
Es ist seit 2017 geplant, internationale Ziele, unter anderem Burundi, Südafrika, Angola, Kamerun, Uganda, Gabun und Kenia zu bedienen. Seit Februar 2018 wird nach Johannesburg in Südafrika geflogen.
Am 11. September 2023 wurde bekannt gegeben, dass der Betrieb temporär eingestellt wird. Man wolle jetzt „eine Neuorganisation ihrer Betriebsinstrumente vornehmen“.

## Flotte
Mit Stand Januar 2024 besteht die Flotte der Congo Airways aus vier Flugzeugen mit einem Durchschnittsalter von 14,9 Jahren:
| Flugzeugtyp            | Anzahl | Bestellt | Anmerkungen             | Sitzplätze (Business/Eco) | Durchschnittsalter (Januar 2024) |
| ---------------------- | ------ | -------- | ----------------------- | ------------------------- | -------------------------------- |
| Airbus A320-200        | 2      |          | inaktiv                 | 160 (10/150)              | 16,1 Jahre                       |
| De Havilland DHC-8-400 | 2      |          | inaktiv                 | 69 (5/64)                 | 13,7 Jahre                       |
| Embraer 190-E2         |        | 1        | Auslieferung ab Q2 2022 | 96 (12/84)                |                                  |
| Gesamt                 | 4      | 1        |                         |                           | 14,9 Jahre                       |